# 中華人民共和國—聖座關係
- 關於中華民國與聖座之關係，請見「中華民國—聖座關係」。
- 關於中國歷代和天主教教廷交往的歷史，請見「中梵關係」。

中華人民共和國—聖座关系也稱中華人民共和國—梵蒂岡關係，是指中華人民共和國與天主教会聖座（中華人民共和國官方称梵蒂冈）及其行政机构教廷之間的双边关系。1949年兩岸分治後至1951年間，雙方一度因遲未撤離的教廷駐南京公使館而有仍有實質接觸，但均未承認其合法性、甚至敵視對方，遑論建立外交關係：教廷方面繼續承認一路由南京、廣州、重慶和成都遷往臺北的中華民國政府，中國人民解放軍進入南京後，亦未將教廷視為合法的駐華使館，而未要求其承認當時新成立的中華人民共和國。1951年，教廷駐華公使黎培里遭中華人民共和國政府驅逐出境，公使館亦轉設中華民國政府所在地臺北，此後雙方便無正式交流。目前，中华人民共和国对梵蒂冈的事务由中国驻意大利大使馆兼辖，而雙方在主教任命权、中国天主教爱国会和中国天主教全国代表会议制度等问题上仍多有争执。

## 背景
抗日战争期间的1942年7月，隨歐美各國全面廢除對華不平等條約，中华民国和圣座正式建立外交关系。1946年4月11日，教宗庇護十二世簽署宗座憲令《我們的每一天》（Quotidie Nos），標誌着中國聖統制的建立。當時中國共有20個教省（總主教區）、79個教區、38個監牧區。同年，中华民国国民政府和圣座分别任命谢寿康、黎培里總主教（Antonio Riberi）为首任驻对方公使。中国天主教会和中国共产党双方在1949年之前并无高层联系，但在抗日战争到第二次国共内战时期中国共产党控制区内（如陕甘宁边区、晋察冀边区等等），也有天主堂和天主教徒。中共方面稱自己保護宗教信仰自由，中共的官方文獻稱抗日战争期间中共與天主教會没有发生过大的矛盾。比利時籍天主教神父雷鳴遠曾在抗日戰爭期間組織醫療隊援助中國軍民，亦曾與中共的八路軍有過合作。然而，在1940年3月，雷鳴遠與另外十九名醫療隊中的天主教修士在國共摩擦中被八路軍俘虜，其中十二名修士被八路軍方面處決，雷鳴遠雖不久後獲釋，但因在囚期間遭受虐待，不久後即於重慶病逝。曾服務於天主教安國教區的比利時籍天主教神父雷震遠也曾在回憶錄《內在的敵人》中曾描述中共對河北地區天主教徒的迫害。
近代史上，天主教與共產主義意識形態的矛盾由來已久。自從共產主義思想誕生以來，聖座始終视其為嚴重的威脅。另一方面，二十世紀初期奪得政權的共產黨與極左派，又無不對天主教會進行殘酷迫害。第二次世界大戰末期以降，聖座與蘇聯的關係又因為西烏克蘭的東儀天主教會等問題變得愈發緊張。蘇聯批評教宗「同情法西斯主義者」、「執行親納粹的政策」，時任教宗庇護十二世亦曾多次抨擊共產主義意識形態。二戰後，蘇聯在波羅的海三國以及東歐的諸衛星國中對天主教會進行迫害，波蘭的維辛斯基樞機、匈牙利的敏真諦樞機等天主教神職人員均遭到長期關押。在天主教與共產陣營緊張的關係背景下，聖座也開始執行強烈的反共政策。1948年7月，教廷命令天主教徒若宣傳「共產主義的唯物主義、反基督教思想」，當受絕罰。1949年7月，教廷進一步下令，禁止所有天主教徒與共產黨合作。
受到教廷反共立場的影響，第二次國共內戰中，教廷駐華公使黎培里執行親中華民國的反共政策。黎培里曾在第二次國共內戰中多次頒令，禁止中國的天主教徒與共產黨合作。1948年3月8日，教宗庇护十二世发布通谕称：在中国共产党统治下的中国地区，司铎可暂时不守教会的除独身主义以外的规矩，做弥撒行圣事可按“圣教艰难”时的办法（即隐秘办法）。與此同時，中共曾將支持中華民國、反對中共的南京總主教于斌與胡適等人一同列為「文化戰犯」。1949年3月在河北省平山县西柏坡举行的中共七届二中全会上，中国共产党中央委员会主席毛泽东作《报告》指出：“剩下的帝国主义的经济事业和文化事业，可以让它们暂时存在，由我们加以监督和管制，以待我国在全国胜利以后再去解决。”第二次国共内战后期，中共对外国传教士来华“新来者暂不批准”。

## 沿革

### 建國初期
1949年4月24日凌晨，中国人民解放军在渡江战役勝利後進入民國政府首都南京，但教廷駐華公使黎培里未隨中華民國政府遷往廣州亦未被召回，被視為有意與在內戰中勢如破竹的中共建立關係。9月，中国人民政治协商会议第一届全体会议召开，通过了《共同纲领》，其中规定公民有宗教信仰自由。1949年10月，中華人民共和國成立，但圣座仍不承认中華人民共和國、亦未与中華人民共和國建立外交关系，公使黎培里仍继续留在南京，甚至警告中国大陸天主教徒不要相信中华人民共和国的宗教信仰自由政策，但中华民国外交部時任部长吴铁城仍對於教廷公使持續逗留中共控制下的南京表示不满。1951年教廷公使黎培里遭到驅逐出境後，由于冷战的政治对立及意识形态矛盾，中華人民共和國政府与罗马教廷双方未能建立互信及良好关系，亦無太多接觸。罗马教廷支持美国等西方国家，对抗中華人民共和國所在的共产主义阵营。
1950年6月25日朝鲜战争爆发后，这一对立更加尖锐。1950年7月28日，罗马教廷再次表达对共产主义、共产党和共产主义国家的态度，声称凡参加“在共产党的指示和赞助之下成立的一些组织”，“不论在何种名目的掩护之下，都将受到绝罚”。朝鲜战争爆发后，黎培里要求中国天主教徒与中国共产党及中华人民共和国政府对抗，并以“流血致命”的“成圣荣誉”作为引导。
中華人民共和國成立初期，政府主要关注禁止外国及外国人干涉中国内政，不许用宗教开展破坏和间谍活动，对包括教会在内的外国机构采取了较为审慎的方针。中共中央曾就外国人开办的经济、文化、宗教等机构指出：“不论其是否属于帝国主义性质”，一般不采取排除或没收的政策。宗教问题必须谨慎处理，“以免外国人民误会我解放区政府是排斥宗教”。对于已经在中国的外国传教士，容许其继续居住并执行业务，暂不批准新来的外国传教士。外国人办的学校、医院、教会等，组织其登记、审查，亦可维持现状。对外国人办的教堂、医院、学校等，均“不得进入”。此后，在中共中央发布的关于宗教的政策法规，以及在毛泽东、周恩来、刘少奇等党和国家领导人接见新教、天主教、佛教等各界宗教人士的讲话与文件批复中，也不断强调宗教信仰自由政策。
1950年3月，第一届全国统战工作会议召开，确定了统一战线工作的基本范围及原则。周恩来两次到会并讲话指出要保护宗教信仰自由，宗教要同帝国主义割断联系，“中国的宗教应该由中国人来办”，将包括天主教、新教在内的宗教工作纳入统一战线工作中。其中第二次讲话，即1950年4月13日周恩来《发挥人民民主统一战线积极作用的几个问题》的讲话中指出：“我们主张宗教要同帝国主义割断联系。如中国天主教还受梵蒂冈的指挥就不行。中国的宗教应该由中国人来办。”中共中央统战部部长李维汉提出要到新教和天主教团体内部去工作，“从其内部展开民族民主觉醒运动”，使其从政治上、经济上与帝国主义和国内反动势力割断联系，成为“自治、自给、自传”的宗教团体。1950年5月2日、6日、13日，周恩来先后三次和北京、天津、上海基督教人士座谈，表明中共和国家对基督教的政策及态度，“要求宗教团体摆脱帝国主义的控制，肃清帝国主义的影响。”1950年6月，在中共七届三中全会上，周恩来表示，“要帮助宗教界人士割断同帝国主义的关系，帮助他们‘自己办宗教，自演自唱，不要外国人来传教’。”中共中央于1950年7月和12月、中央人民政府内务部于1950年9月在政策上规定：外籍传教士，除在所在教堂内传教外，不得外出传教。
1950年6月朝鲜战争爆发后，1950年8月19日，中共中央第一次对新教、天主教问题发出指示，表示国家保护信教自由，同时须警惕天主教、新教长期受帝国主义利用，成为“对我国进行文化侵略的工具”的事实。对当前中国天主教、新教应不帮助其发展，并反对帝国主义影响；同时保护信教自由，并在其中扩大爱国主义影响，使天主教、新教“由帝国主义的工具变为中国人自己的宗教事业”。对当时尚没有发起脱离帝国主义控制的天主教，要求各地方“注意团结天主教徒中有爱国心的分子，以求在适当时机发起同一运动”。全部这些宣传活动“一概不得采取强迫命令办法，尤其不可由教外的人包办代替”。
在北京的私立辅仁大学是第一所被政府接办的教会大学。1948年底，黎培理指示辅仁大学校务长芮歌尼（Harold W. Rigney，美国教士），教会应与中共达成协议，使该校留在北平继续开办，1948年12月初圣言会也作出同样决定。北平和平解放后不久，2月16日辅仁大学成立中国教员会，教员会18位教员向芮歌尼提出八项主张，包括学校教育须符合新民主主义教育精神、宗教与教育须分开、学校经费管理使用权及行政权须全交给中国人等等。这些要求已超出当时中共“不多加干涉”政策。2月26日外籍教士辞去除校务长（芮歌尼）外几乎全部重要行政职务，改由中国人担任。3月3日，17位中国教员组成的临时校政会议成立，取代学校行政会议成为校务决策最高机构。4月28日，华北高等教育委员会副主任周扬接见该校校长陈垣等人。6月13日，周扬在接见芮歌尼时表示，政府对学校的政策是“只要它遵守人民政府一切法令，不违背新民主主义教育方针，均可允许其存在”，教会补助该校经费应公开，课程设置上政府“不干涉别人信教与传教，共产党与人民政府允许信教自由，允许在课外传教”，“宗教学说作为学术研究当作选课是可以开的，但必须保证学生真正自愿选修，不得加以任何勉强”，辩证唯物论与历史唯物论是“社会科学中最基本的”，应列为必修课。在政府推行的学校教育改革中，1949年6月29日辅仁大学调整课程，在此前取消四门宗教课的基础上，全校增设《新民主主义论》、《辩证唯物论与历史唯物论》、《社会发展史》三门必修课，各系也增设此类课程。1950年，芮歌尼多次向校长陈垣要求天主教会对该校人事任免有最终否决权，并提出解聘五位教授（社会学系魏某、杨某，数学系刘某，生物系王某，哲学系李某）等要求。要求被拒后，教会拖欠1950年该校经费。芮歌尼发表《告本校同仁同学书》宣布教会不再承担该校经费，并鼓动该校工友向校方索薪。为维持该校运转，教育部为该校垫支8月、9月经费。9月30日，芮歌尼正式答复，教会完全停止该校经费。由于会增加财政负担，并影响对中国天主教徒、基督教徒的争取和团结，政府方面并不情愿接办该校。1950年10月6日，周恩来在主持政务院第53次会议讨论教育部长马叙伦《关于处理北京私立辅仁大学问题的报告》时仍表示，虽政府接办了辅仁大学，但其他教会学校仍可继续自办。1950年10月12日，教育部宣布接办私立辅仁大学，该校由此成为中华人民共和国成立后政府正式接办的第一所教会大学。1950年12月30日，《人民日报》发表社论，批判帝国主义企图利用终止办学经费继续控制、干涉中国教育。
1950年10月中国人民志愿军入朝对美作战后，1950年12月16日美国国务院发表公报，冻结中国在美国资金，禁止美国船只开往中国港口。12月28日，中央人民政府政务院相应发布两项措施：“管制、清查美国政府和美国企业在华一切财产”；“冻结美国在华一切公私存款”。在这种形势下，中国接受美国援助的文化教育救济机关及宗教团体失去最主要经济来源，中国政府不得不调整对其政策，着手全面接收。1950年12月，政务院第65次政务会议召开。会议通过《关于处理接受美国津贴的文化教育救济机关及宗教团体的方针的决定》、《接受外国津贴及外资经营之文化教育救济机关及宗教团体登记条例》。这些法规构成了对在华传教的两方面约束：一是限制和管理，二是接收自办。1951年11月28日，政务院公布《外国侨民出入及居留暂行条例》，对暂居留中国的外国传教士也形成限制和管理。外国传教士先后回国。到1952年底，“大部分传教士已离开中国”。
在配合基督教三自革新运动的同时，四川省的中共剑阁地委、中共广元县委统战部向当地天主教徒宣传中央的宗教政策，派天主教徒做中国籍天主教神父王良佐的工作。1950年11月30日，四川广元的王良佐神父及尚锡祝、王复初、孙克强等500多名天主教徒发表《天主教自立革新宣言》（通称《广元宣言》），提出中国天主教同帝国主义割断关系，建立“自治、自养、自传”的新教会。该主张获得政府肯定并宣传，1950年圣诞节时《新华日报》发表该宣言，1951年1月周恩来发表讲话支持天主教“自治、自养、自传”的三自运动，天主教自立革新运动开始在全中国获得推广。截至1951年1月，中国天主教自立革新运动已扩展至广州、昆明、杭州等53个地区，共10位主教（包括代主教、副主教）、186位神父、40万教徒发表爱国宣言。华北地区最早参加天主教革新运动的是北京、天津。1951年1月11日，天津市天主教自立革新促进会筹备会成立。9月16日，北京天主教革新委员会成立。截至1952年底，“各地天主教先后成立了98个革新委员会（其中76.5%成立于1951年），分布于72个教区中（占全部教区约50%）。”截至1957年底，地方性天主教爱国组织增至200余个。
1950年黎培里的北平代表马迪懦涉意图刺杀中国领导人的炮击天安门案。
1950年12月18日，黎培里向全中国主教和神父发表《请视吾主》牧函，反对中国天主教自立革新，指其是“裂教”、“违反教义教规”、“妨碍教会的超然性”等。他还发表多篇《学习参考》，将自治、自养、自传解释为不让“教外”的人插手，应形成天主教内部管理和传播机制，维持已有的圣统制。上述文件通过中华全国教务协进会下发，广泛传播。
1951年1月17日，政务院文化教育委员会举办茶话会，邀请40多位华北地区天主教人士座谈天主教革新，这是中共中央历史上首次同天主教人士公开接触座谈。政务院总理周恩来表示，我们要爱中华人民共和国，要和反对我们国家的敌人断绝关系，敌我界限必须分清，爱国和“天下教友是一家”不矛盾。后来，周恩来再度强调应将宗教与政治分开。随后，中共中央发出《关于积极推进宗教革新运动的指示》，指出在梵蒂冈不干涉中国宗教革新运动及不在中国开展政治活动的条件下，中国教徒与梵蒂冈仍可有“纯粹宗教性质上的联系”。
1951年3月13日，《光明日报》刊登《天津天主教徒奋斗前进积极展开自立革新运动》及天津津沽大学教授张羽时的《和天主教教友们谈怎样爱教》两篇文章。毛泽东阅后批示两文“写得很好……说明天主教革新的理论根据，很有说服力，请考虑在人民日报转载”。3月14日、15日《人民日报》分别转载。
1951年3月31日，南京总教区代总主教李维光等793人联合发表宣言，表示除在信仰上和教廷保持纯宗教关系外，坚决割断与教廷的政治及经济关系，这是首次提出“割断”和“罗马教廷”的联系。
1951年5月，南京天主教徒上书南京市市长，要求将黎培里驱逐出境。（早在1948年，中共中央便制定了将不法外国侨民驱逐出境的政策，后又多次重复。）震旦大学天主教徒及北京地区天主教徒也发动驱逐黎培里签名运动。9月4日，南京市军管会决定将黎培里驱逐出境，公使館因而關閉。9月5日，《人民日报》社论号召天主教徒与潜藏在天主教内的一切帝国主义分子及其他反革命分子分清界限，将他们清除出去，这是全国一切天主教徒的“唯一正当的出路”。
由于天主教在教会组织上“遵从至圣、至一、至公、从宗徒传下来的圣教会”，和自立革新运动有根本矛盾，所以自立革新运动受到天主教内部的极大抵制。为此，中国政府在1951年借“圣母军”事件，将外籍神职人员驱逐出境，后来在1955年又通过“龚品梅反革命集团案”（九八教难），将天主教内抵制自立革新运动的中国籍神职人员逮捕，并通过该案在全中国开展了一场天主教内的镇压反革命运动，基本清除了天主教内部的抵制派。（1960年3月17日，龚品梅被上海市中级人民法院以组织和领导反革命叛国集团罪判处无期徒刑，剥夺政治权利终身，此后龚品梅一直在上海市监狱服刑。）在此期间，各地公安机关陆续破获一批利用天主教的帝国主义间谍案，如广东梅县美国籍主教福尔德间谍案、平原新乡美国籍主教米甘间谍案、沈阳法国籍主教费声远间谍案、昆明法国籍主教德为能间谍案、西安意大利籍代主教葛露膏等间谍案、济南德国籍主教杨恩赉间谍案等等。
1952年1月18日，教宗庇护十二世发表《我们切愿声明》（Cupimus Imprimis）公函，号召神长和教徒“勿以敌众而萌退缩意”，强调地方教会的服务精神，表示驱逐外国教士对教会不利。1952年2月，罗马教廷圣职部以“企图在共党中国成立一个国家的教会”的罪名，将南京总教区代总主教李维光“开除教籍”。1952年，圣座驻华公使馆迁到台湾，台湾的中华民国政府继承了同圣座的外交关系，理论上台湾的天主教中国主教团也继承了对全中国天主教的管辖权，圣座和中华民国双方在反共旗帜下达成了一定默契，1968年于斌总主教升为枢机，成为继田耕莘枢机之后的第二位华人枢机。
1953年12月8日，罗马教廷发布关于1954年为“圣母年”的通谕，要求中国神职人员做“最好的儿子”，“和中共最残暴的政权做斗争”。通谕引发中国各教区纷纷制订1954年大规模集体朝圣计划，例如河北省15个教区中有12个接到该通谕后制订出“集体朝圣”计划。中国各地政府采取措施，使1954年“圣母年”朝圣成为正常的宗教活动。例如河北省1953年12月召开的宗教工作会议决定：“掌握控制教会核心，发动群众，使圣母年的‘朝圣’成为正常的宗教活动。发现朝圣活动后，施以压力，缩小其规模，限制在教堂内，务必防止其大搞，影响生产、治安。……堂外朝圣应视为非法，坚决予以制止平息。”
1954年2月，中共中央就天主教问题指示各地把“革新促进会”改称“爱国会”，可以承认教宗，但要求教宗必须承认爱国会。这表示中共中央对罗马教廷的政策有所调整。1954年9月，《中华人民共和国宪法》公布，其中规定宗教信仰自由是公民基本权利。
1954年，教宗庇护十二世又发表《致中国总主教和其余教区司铎及服膺宗座的信友》通谕（又称《致中华人民》通谕），谴责政府干涉宗教自由，鼓励信友，并着重阐述了“三自运动”的应有意义，反对中国的“三自运动”。为应对中国的困难情况，教宗对牧民守则作了很大放宽，被称为“权力下放”政策，包括三点：（1）命每个教区主教指明三位代理人；（2）扩大神父牧灵范围；（3）扩大神父圣事权力。
中共给予天主教自立革新运动的拥护者以很高的政治待遇。1951年10月，全国政协第一届第三次会议补选震旦大学原校长胡文耀为全国政协委员。1954年9月，第一届全国人民代表大会第一次会议召开，李维光、胡文耀等当选全国人大代表。1954年12月，济南教区副主教董文隆当选第二届全国政协委员。

### 关系断绝
1956年1月30日，第二届全国政协第二次会议召开。会议期间，与会的天主教主教、神父、教徒倡议成立中国天主教全国性组织。7月16日，经中国政府推动，37位天主教神长教友（包括辽宁皮漱石主教、湖北易宣化主教、四川王文成主教、陕西李伯渔主教、河北赵振声主教等）发起的“中国天主教友爱国会筹备委员会预备会议”在北京召开，在会上成立了中国天主教友爱国会筹备委员会。7月26日，国务院总理周恩来接见会议全体代表，鼓励天主教人士自办教会，鼓励搞好教会内部团结。11月20日，沈阳总主教区总主教皮漱石最终转变态度，以总主教身份表明支持自立革新运动的立场，在神职人员和教徒中产生很大影响。
1957年4月，献县教区主教赵振声（前北京总教区代理主教）与临清教区主教李本良联名写信向教宗请求在中国各教区随意祝圣主教的特权，数年后罗马教廷将该特权授予赵振声。1962年6月29日，赵振声将献县教区经民主选举的副主教王峻德秘密祝圣为主教，但因政治形势而未予宣布。
1957年6月17日至7月13日，中国天主教友第一次全国代表大会预备会议在北京举行。1957年7月15日至8月2日，中国天主教友第一次代表会议在北京举行，皮漱石总主教、王文成主教、献县教区赵振声主教、烟台教区宗怀谟主教等从神学及法理上阐述了“爱国是天主的诫命”、“因爱国而受罚是无效的”等议题。赵振声等主教因为坚持教宗有任命主教的绝对权力、反对自办教会，而受严厉批判，被迫认错。7月27日，会议通过《对梵蒂冈教廷否认上海教区合法代理主教张士琅的抗议》。会议最后一天，全体代表一致通过了《中国天主教友爱国运动情况及今后任务》的报告，一致同意成立“中国天主教友爱国会”，通过了《中国天主教友爱国会章程》和《中国天主教友代表会议决议》。会议决定割断政治上、经济上和教廷的关系，同教廷保持纯宗教的关系，实行独立自主、自办教会方针，这标志着中国天主教会自此走上“独立自主自办教会”的道路。会议选举皮漱石为中国天主教友爱国会主席，选举李伯渔、李维光、王文成、赵振声、董文隆、李德培等为副主席。1957年8月2日，中国天主教友爱国会正式成立。该会并未被罗马教廷认可。中国天主教友爱国会成立后，仅为一群众性质的爱国组织，并无实权。1962年1月召开的中国天主教第二次代表会议将其改名为“中国天主教爱国会”，性质未变。
1949年，中国20个总主教区仅4位总主教是中国籍，79个主教区仅29位主教是中国籍，138个教区仅20位主教是中国籍。1949年到1955年间，罗马教廷祝圣18位中国籍主教（包括万县段荫明、苏州龚品梅、辽宁皮漱石、洪洞韩廷弼、广东邓以明、呼和浩特王学明、保定范学淹等），但大部分外国籍天主教神职人员或自动离开、或限期出境、或遭驱逐、或遭判刑（但教廷直到1981年才命令所有外籍主教辞职），还有约10位中国籍主教随国民党赴台湾。因此，中国100多个教区主教空缺。为了解决该问题，中国天主教会决定“自选自圣”主教。1957年12月16日，李熙亭获投票选为成都教区主教，成为中国天主教首位自选主教（当时未呈报教廷，也未祝圣，日后才祝圣）。
在中共武汉市委领导下，1958年3月18日汉口总教区选举董光清为总主教，3月19日武昌教区选举袁文华为主教。同月，汉口总教区和武昌教区向梵蒂冈上报自选和即将自圣的董光清、袁文华。1958年3月26日、28日，梵蒂冈先后回复称汉口和武昌两主教自选无效，祝圣者和被祝圣者将自科绝罚。此后中梵双方的宗教关系彻底断绝。1958年4月13日，董光清、袁文华两位主教的祝圣典礼在汉口上海路圣若瑟主教座堂举行，天主教蒲圻教区主教李道南祝圣新选出的董光清、袁文华主教，这成为中国天主教自选自圣的开始。截至1963年9月，中国天主教已自选自圣近50位主教。1959年7月26日，皮漱石总主教在为北京教区姚光裕主教祝圣时，开创了在祝圣仪式中部分不用拉丁文而用中文的先例。中国政府坚持三自原则，承认中国教会自选自圣的主教，此后长期禁止任何当选主教者向教廷申请承认。梵蒂冈方面则坚决反对三自原则，并承认迁台的中华民国政府，认为自选自圣主教全部是自科绝罚而出教。自1958年起，直到文化大革命期间教会活动全面停止，参与自选自圣的人士，一直无机会向梵蒂冈申请承认。
1958年6月29日，教宗庇护十二世发表《宗徒之长》通谕（又称《致中国教会》通谕），称自选自圣主教不合法，祝圣者和受祝圣者均自科绝罚，并指出了“中国天主教友爱国会”的错误。此后，中国各地天主教召开大规模抗议大会，通过多份抗议书。1959年，教宗若望二十三世任命高理耀为驻台北的驻华教廷公使。
1959年，教廷传信部长等一批天主教资深人士在香港聚会，认为中国祝圣的主教有效但不合法，中国并非裂教。1962年11月26日，教宗若望二十三世表示不再使用“裂教”一词形容中国教会的情况。
1954年，在李维汉主持下，中共中央统战部起草了《关于过去几年党在少数民族中进行工作的主要经验总结》的报告，经中共中央政治局讨论并受毛泽东高度评价并转发全党，报告中指出了“少数民族宗教的长期性、民族性、国际性。”后来，李维汉又发展了这一提法。1958年，第五次全国宗教工作会议正式提出“宗教的五性”，即“长期性、群众性、民族性、国际性、复杂性”。1963年，李维汉受到批判，他提出的“宗教的五性”也被否定。
1962年至1965年召开的第二次梵蒂冈大公会议（中文简称“梵二会议”），对天主教教义进行了符合现代社会发展的改革，并启动了各种意识形态对话，开始缓和意识形态斗争。在梵二会议结束时，教宗保禄六世致电中国共产党中央委员会主席毛泽东，呼吁停止越南战争，并表达了同中华人民共和国改善关系的愿望。这时虽然圣座转而淡化之前天主教会过于浓厚的意识形态斗争色彩，但中华人民共和国国内的政治形势却在趋向紧张。
1965年四清运动中，中华人民共和国各地天主教受到冲击，例如河北省政协常委、河北省天主教爱国会秘书长、1958年7月自选自圣的保定教区主教王其威（在范学淹任主教初期曾任第二副主教）协助四清工作队动员徐水县安家庄等教徒聚居村教徒退教。各地天主教爱国会控诉和声讨罗马教廷、外国传教士、教内反动分子，部分参加爱国会的主教、神甫、修士、修女结婚。
1966年5月文化大革命爆发后，中国天主教会遭受很大损失，许多神职人员遭受冲击，有的自杀或结婚，各地教堂等机构纷纷被毁或被占用，财产被没收。各地各级天主教爱国会解体，爱国会成员一度甚至遭到比其他神职人员及教徒更严重的冲击。各教区及男女修院解散。但也有不少教徒及被遣返原籍的教职人员在家偷偷念经，部分原爱国会成员产生痛悔，不少教徒聚居区反复出现“活耶稣”、“活圣母”、“活圣女”、“活圣人”之类群众性事件。全中国的天主教活动完全处于地下状态。
1966年12月24日，教廷宣布台北的驻华教廷公使馆升格为教廷大使馆，任命高理耀为首任驻华教廷大使。1967年1月6日，教宗保禄六世发表“呼吁中国维护自由和平”讲道辞。随着中美关系改善，1970年华理柱主教（美国籍，1958年被捕，后被判处有期徒刑）获释。1971年，联合国大会第2758号决议“恢复中华人民共和国在联合国组织中的合法权利”。1972年，美国总统尼克松访华。1971年，梵蒂冈撤回驻台湾的教廷大使葛锡迪，降低了同中华民国的外交关系级别，此后一直再未向台湾派驻教廷大使。
1970年7月，范学淹被解除劳教，回原籍清苑县小望亭村。作为河北省惟一有人身自由的由教宗直接任命的主教，范学淹开始秘密行使主教职权。1977年5月，范学淹召集甘肃天水教徒王泰、保定教徒张国彦等9人在张国彦家起草《罗马教会纲领》，向中国各地寄发，并将王泰祝圣为神甫。

### 改革开放后
1978年4月5日，中共中央批准中共中央统战部、中华人民共和国公安部关于全部摘掉右派分子帽子的请示报告。自此，中华人民共和国政府开始在宗教问题上拨乱反正，调整宗教政策，平反宗教界人士的冤假错案，一批正在服刑、被劳教、被管制劳动的天主教神职人员和教徒获释，其中许多是1950年代因反对自立革新而被逮捕者。1979年起，宗教活动场所开始纷纷归还给各宗教团体。1978年2月24日至3月8日，全国政协第五届第一次会议在北京举行，皮漱石、张家树作为全国政协委员出席。5月16日，中国天主教爱国会主席皮漱石病逝。1979年12月21日，北京教区傅铁山神父在宣武门天主堂由常德教区杨高坚主礼，呼和浩特王学明、上海张家树襄礼，接受了主教祝圣礼。这是改革开放后首次自选自圣主教。教廷对此发表声明表示遗憾，但未提及绝罚及有关法律问题，这为以后处理中国教会问题预留了空间。
1978年6月27日，罗马教廷发布《将以下权力及特权颁给居留在中国大陆之神甫及教友》指令，要点一是将主教处理教会日常事务的大部分权力下放给神甫，简化宗教仪式，放宽部分教规；二是将担任神甫的条件简化到“忠于伯铎”（即忠于教宗）和“愿守独身的男性”，特别指出“即使未有正式的神学教育”。这全盘否定了以割断与罗马教廷一切联系和教职人员结婚为特征的1950年代天主教反帝运动，促使反对独立自主自办教会并享有人身自由的神甫、主教重新争夺教会领导权。
随着改革开放，文革中停止活动的中国天主教爱国会恢复，演变为中国天主教实际上的最高权力机构。由此形成了中国政府（中央政府及地方政府）、中国天主教爱国会、梵蒂冈教廷、各地地下教会等多方权力格局。
1980年5月30日，中国天主教爱国会第三届代表会议结束以后，随即召开“中国天主教第一届代表会议”。会议决定成立“中国天主教主教团”和“中国天主教教务委员会”，并且通过《中国天主教教务委员会章程》，其中第二条规定：中国天主教教务委员会“为中国天主教全国性教务机构。”第七条规定：“中国天主教主教团由各教区正权主教组成，其任务为：研究、阐明当信当行的教义、教规，交流传教经验，开展对外友好活动。”中国天主教教务委员会主任与中国主教团团长由同一人担任。1992年9月，中国天主教第五次代表会议上，依据中国教会领导人提出的调整全国机构的建议，撤消中国天主教教务委员会，并在中国天主教主教团下设6个专门委员会。1998年，中国天主教第六次代表会议修改通过《中国天主教主教团章程》，其中第二条规定：中国天主教主教团“为中国天主教的全国性教务领导机构。”
1979年6月，教宗若望·保禄二世秘密册封仍在狱中的龚品梅为枢机主教。1981年6月6日，教宗若望·保禄二世任命邓以明为天主教广州总教区正权主教，遭到中华人民共和国政府的强烈谴责。
1980年代，在教宗若望·保禄二世的授意下，教廷国务卿宣布只要中国主教承认教宗的首席权，便可成为合法主教，此即针对中国的“非法可以变合法”方针。该方针被视为替中梵关系改善创造了基本条件。由此，中国政府承认的自选自圣的主教也可以被教廷承认，成为实际上由中国政府和教廷双方承认的主教。但中国政府对此进行了抵制，直到2000年才结束抵制。自1980年代开始，包括董光清在内的许多自选自圣主教都秘密获得了教廷的承认。1980年代以来，一些地方政府不断施压教区要求举行主教选举，许多当选者主动向教廷申请批准，经教廷批准任命后才接受祝圣。

### 关系解冻
1981年12月12日，中共中央副主席、全国政协主席邓小平在会见意大利天主教民主党副书记、意中经济文化交流协会主席科隆博时，就中梵关系表示：“这里有两个问题，首先，是梵蒂冈与台湾的关系问题。如果梵蒂冈解决了这个问题，承认一个中国，我们同梵蒂冈的关系就可以建立。第二，是梵蒂冈必须尊重中国天主教爱国会的独立自主、自传、自办教会的政策，这是在中国历史条件下必然要提出的政策。过去帝国主义侵略中国，教会是一个重要的工具。”邓小平的这次谈话确定了此后几十年中国政府在同梵蒂冈建立关系问题上的两项原则。
1982年3月31日，中国共产党中央委员会印发《关于我国社会主义时期宗教问题的基本观点和基本政策》（中发〔1982〕19号）。这是中华人民共和国成立以来中共中央第一个专门性的宗教工作文件。文件全面阐述了新时期中共中央对中国宗教问题的基本观点和基本政策，奠定了中共由革命党向执政党转变后宗教工作的理论基础。该文件提出，“我国宗教的状况已经起了根本的变化，宗教问题上的矛盾已经主要是人民内部的矛盾。”彻底否定了过去宗教工作中以限制和消灭宗教为目的的极“左”路线。将宗教信仰同政治问题分离，将宗教界人士视为与中国共产党具有共同政治目标，政治、经济根本利益一致，而不是阶级敌人，该思想后被提炼为“政治上团结合作，信仰上互相尊重”。文件重申了宗教信仰自由、各教平等、政教分离等原则。文件特别指出“在天主教和基督教中还要加强独立自主、自办教会的教育。”“国际宗教反动势力，特别是帝国主义宗教势力，包括罗马教廷和基督教的‘差会’，也力图利用各种机会，进行渗透活动，‘重返中国大陆’。我们的方针，就是既要积极开展宗教方面的国际友好往来，又要坚决抵制外国宗教中的一切敌对势力的渗透。”
1982年12月4日，第五届全国人民代表大会第五次会议通过了修改后的《中华人民共和国宪法》。其中第36条第4款规定“宗教团体和宗教事务不受外国势力的支配”。
1984年、1989年，教宗若望·保禄二世两次访问韩国，两次请求飞越中国领空都未获得中国政府批准。
1985年7月3日，天主教上海教区主教龚品梅获得上海市高级人民法院批准假释。1988年1月5日，龚品梅获上海市高级人民法院减免剩余的假释考验，并恢复政治权利。1988年，龚品梅获准前往美国探亲；此后一直在美国居住直到2000年逝世。
1988年11月3日，中华人民共和国外交部发言人李金华说，梵蒂冈如真有诚意与中国的天主教会恢复关系，就应该断绝与台湾的所谓“外交关系”，承认中华人民共和国政府是代表全中国人民的唯一合法政府。
1982年4月15日，天主教保定教区主教范学淹第三次被捕；1987年11月17日获得假释。1988年1月3日，范学淹向一位来访者以答问形式全面阐述对中国教会现状的看法，后被整理为《十三条》，在教会内部（包括地上和地下教会）广泛流传，其中心是认为主张独立自主、自办教会的爱国会教职人员己完全丧失神权。1989年11月，中国天主教地下势力主要人士经罗马教廷驻香港代办费罗尼同意，在陕西省高陵县张二册村秘密集会，成立“完全接受教宗的领导，维持其与整个天主教会的彻底共融”的“中国大陆主教团”，拟议中的领导成员都是河北省地下主教。但罗马教廷不批准“中国大陆主教团”，并在1990年停止地下主教任意祝圣主教的权力（实际并未起作用）。罗马教廷的重点转向争取加入爱国会的地上主教等教职人员。
1990年4月，中国共产党中央顾问委员会主任陈云就“有关宗教渗透日益严重”，尤其是“披着宗教外衣从事反革命活动日益猖獗”的情况致信中共中央总书记江泽民，提出要“高度重视宗教渗透问题”。江泽民在不同场合多次要求关注该问题。1990年12月，中共中央、国务院召开全国宗教工作会议，通过了《中共中央国务院关于进一步做好宗教工作若干问题的通知》（中发〔1990〕6号），明确提出依法管理宗教事务，一方面对日益混乱的宗教活动进行规范，一方面对国外的宗教渗透活动加强抵御。文件强调“我国宗教团体和宗教事务要坚持独立自主自办的原则，不受外国势力的支配。”这是在中央文件中首次将独立自主自办教会作为原则，并由中国天主教、基督教推广到适用于中国各宗教团体和宗教事务。在此次全国宗教工作会议上，国务院总理李鹏指出：“要十分警惕和坚决抵制境外敌对势力利用宗教对我进行渗透。这种渗透是指以颠覆中华人民共和国政权和社会主义制度、破坏祖国统一为目的的反动政治活动和宣传，以控制我国宗教团体和宗教事务为目的的活动和宣传，以及在我国境内非法建立和发展宗教组织和活动据点，而不是指宗教方面的友好往来。”
为落实《中华人民共和国宪法》第36条第4款的原则，1994年1月31日，国务院发布行政法规《中华人民共和国境内外国人宗教活动管理规定》，第8条规定：“外国人在中国境内进行宗教活动，应当遵守中国的法律、法规，不得在中国境内成立宗教组织、设立宗教办事机构、设立宗教活动场所或者开办宗教院校，不得在中国公民中发展教徒、委任宗教教职人员和进行其他传教活动。”
1996年12月3日，教宗若望·保禄二世对天主教台湾地区主教团驻教廷代表发表《致在中国的教会》谈话，将罗马教廷一直坚持的对中国天主教爱国会组织上的攻击转变为仅在观念上攻击。河北省天主教教务委员会主办的《信德》报全文转载了该谈话。
1999年，教廷国务卿索达诺枢机主教表示，教廷在台北的大使馆就是驻中国大使馆，如果北京同意，梵蒂冈可以在当天将使馆转移到北京。
2000年9月26日，国家宗教事务局公布部门规章《中华人民共和国境内外国人宗教活动管理规定实施细则》，对外国人在中国境内正常的讲经、讲道活动同违法传教活动严格区别，保护前者，禁止后者。
2001年召开的全国宗教工作会议上，中共中央总书记江泽民提出“新世纪初宗教工作的基本任务”，即“全面贯彻党的宗教信仰自由政策，依法管理宗教事务，积极引导宗教与社会主义社会相适应，坚持独立自主自办的原则，巩固和发展党同宗教界的爱国统一战线，维护稳定，增进团结，为推进社会主义现代化建设、促进祖国的完全统一、维护世界和平与促进共同发展而努力奋斗。”。中办发〔2003〕34号文件和2004年1月召开的全国宗教工作座谈会上，中共中央首次明确使用了“党的宗教工作基本方针”这一提法，概括为四句话“全面贯彻党的宗教信仰自由政策，依法管理宗教事务，坚持独立自主自办的原则，积极引导宗教与社会主义社会相适应。”

### 中華殉道聖人风波
2000年1月6日，在北京自选自圣五位主教（詹思禄、陆新平、苏长山、方建平、靳道远），未获圣座批准，罗马教廷对此强烈反对。
2000年的10月1日（圣女小德兰生日，也是中华人民共和国国庆节），教宗若望·保禄二世册封120位在中国清朝至民国年间的天主教受难者为圣人。他们当中有外国传教士，也有中国籍信徒。这次封圣是由天主教会台湾地区主教团（原名天主教中国主教团，1998年更名）力推而成。中华人民共和国政府对此提出强烈抗议，认为被册封的人当中，有一些是帮助外国殖民者奴役中国人民的帮凶，有一些则本身品行低劣，并认为天主教会这样做是采用宗教的方法，试图干涉中国内政，篡改历史。此事引起中国社会舆论关注。2001年3月，教宗若望·保禄二世针对中国首度致歉。2001年10月24日，教宗若望·保禄二世又在有关利玛窦的研讨会上发表书面致辞，希望中国宽恕历史上天主教在中国所犯“错误”，并促成教廷和北京的关系正常化，这是他针对中国的第二次致歉。该书面致辞发表当天，在北京举行的纪念天主教传教士利玛窦的一场活动上，有人宣读了该书面致辞。教宗若望·保禄二世在该书面致辞中称：“我对过去这些错误深感难过，我感到遗憾，这些过错令许多人认为罗马天主教不尊重中国人，使他们感到教会对中国持敌视的态度。”2001年10月25日，中华人民共和国外交部发言人孙玉玺在回应教宗致辞时，对教宗的道歉表示欢迎，但对教宗未对“封圣”事件作出明确解释表示遗憾。此外，中国政府声明同梵蒂冈建交的两项原则依旧不变。
自2000年以后，中国政府放弃了阻挠自选自圣主教寻求教廷承认的政策，中国天主教爱国会方面过去自选自圣的主教，可以较为公开地向梵蒂冈表示忠心，取得梵蒂冈方面认可为合法主教，这显示中国政府开始淡化主教任命权的政治色彩。中国教会的自选自圣主教大部分都成功获得了教廷的认可。

### 本篤十六世繼任後
2005年，若望·保禄二世去世，本篤十六世繼任教宗。本笃十六世较为强调圣统制，与中国天主教爱国会方面矛盾加深。
2006年4月，與中华人民共和国政府政治立場迥異的香港主教陳日君被擢升為司鐸级樞機，陳日君也就中梵建交問題發表令中方不悅的言論，導致中梵雙方關係再度緊張。
2006年，中国天主教爱国会方面不顾梵蒂冈的反对，三次祝圣。例如2006年4月30日，昆明教区马英林主教祝圣，但梵蒂冈以牧灵经验不够而未承认。中国天主教爱国会副主席刘柏年称，中国大陆97个教区中，46个没有主教，中梵谈判可能要花五、六十年，中国教会不能一直等待。刘柏年还称，梵蒂冈应尊重“在社会主义的地方，要以社会主义的方式传教。”
2007年1月，罗马教廷成立中国事务委员会，教宗本笃十六世在首次会议上向中国教徒发出牧函《致中國教會公開信》。
2007年6月30日，教宗本篤十六世向中國的天主教徒發出一封名為《致中華人民共和國內天主教主教、司鐸、度奉獻生活者、教友（页面存档备份，存于）》的牧函，希望引导中国教会回归正常的教会生活。他在牧函中重申了政教分离原则，堅持教廷才有權任命主教，但在主教人选、任命、确认新主教、教区划分等问题上，教廷可以和中华人民共和国政府達成協議；他在該牧函中稱讚了仍忠於教宗的教會即地下教會，而又收回了过去赐予中国地下教会团体的所有特权，不承认中華人民共和國官方承认的中国天主教愛國會和中国天主教主教团，但对其中忠诚于教宗的神职人员的合法性加以认可，并提出了促进教会合一共融的若干问题；此外，他促請中國政府給予信徒宗教自由，並期望能夠和北京政府重新建立外交關係。该牧函使用了“中华人民共和国”这一正式名称，表明了梵蒂冈方面对中华人民共和国政府合法地位的认可。
这封牧函发出后，中梵关系一路趋好。2007年7月下旬，中国天主教爱国会副主席劉柏年向一份意大利報章表示希望教宗本篤十六世正式訪問中華人民共和國，但梵蒂冈指出短期內有技術性的問題，也聲明教廷對中华人民共和国的態度不變。
2008年5月7日，中国爱乐乐团和上海歌剧院合唱团在梵蒂冈保禄六世音乐大厅为教宗本笃十六世演奏莫扎特的《安魂曲》和中国民乐《茉莉花》。教宗本笃十六世同指挥余隆及四位领唱张建一、饶岚、曹峥、龚冬健握手，随后发表讲话，向所有中国人民致意，并祝福北京奥运会成功。中国驻意大利大使孙玉玺、在意华人华侨及梵、意各界近6000人观看音乐会。教宗还在音乐会现场接见了孙玉玺、中华人民共和国外交部欧洲司副司长刘海清以及中方代表团团长、中国爱乐乐团高级顾问邓榕（邓小平之女）等中国各界代表。2008年8月3日，教宗本笃十六世在意大利北部举行的一次祈祷中，再度祝福北京奥运会成功。
2009年4月，梵蒂冈对河北当局3月30日再次逮捕河北地下教会正定教区贾治国主教表示痛心，并且说这种情况给梵蒂冈和中国之间的对话造成障碍。
2009年，海门教区沈斌当选为正权主教，教廷以沈斌“道德有亏”为由表示不能承认，但中国天主教爱国会不予置理并且将祝圣自2010年4月29日提前到4月21日，迫使教廷于祝圣前两天改变决定，承认其祝圣。
2010年6月24日，陕西三原教区的韩英进神父晋牧为三原教区主教。韩英进主教的任命获得梵蒂冈的批准和中国政府的认可，成为2010年4月以来继呼和浩特、海门、厦门主教之后产生的第4位获得中梵双方承认的中国主教。
2010年8月7日，长期被视为地下教会“忠贞标杆”的安树新主教接受中国天主教爱国会和中国天主教主教团的任命，公开就职为保定教区正权主教。随后，安树新主教在中国天主教爱国会任要职。安树新主教在接受天主教在线的采访时说：“这个任职没关系，我主要是看到保定教区原先认为自选自圣的主教是应受罚的，他们就是裂教，他们的圣事就是有问题。后来我知道了，80%以上的主教都被教宗认可了。我看到这个：我们反对人家，但是人家已经被教廷接纳了。教廷接纳的我们还不接纳这就是问题。我就看教廷的方向，按照教廷的方向去做。”
2010年，中梵双方中断官方接触谈判，其核心原因与中国天主教代表会议制度有关。中国天主教代表会议制，体现了中国政府支持的中国天主教独立自主自办这一原则，在该制度下，主教团要向代表会议负责，並且不和教廷有往來。梵蒂冈方面对该制度无法接受。
2010年11月，郭金才神父自选自圣为河北省承德教区主教，但未经教廷批准。2010年11月20日，梵蒂冈对此提出批评。罗马教廷发言人隆巴尔迪（Federico Lombardi）表示，郭金才神父的祝圣未经教廷批准，是“非法的”，此举是对宗教和良心自由的严重侵犯。教廷声明称，“中国当局允许中国天主教爱国会的领导层，在刘柏年的影响下，采取了严重损害天主教会和妨碍上述对话的态度。”这是教廷在和中国恢复交往以来，首次点出姓名表示对自圣的反对，表现出教廷同中国天主教爱国会的严重矛盾。
2010年，中國天主教召開第八次全國代表會議，選出新一屆中國天主教領導人。2010年12月17日，梵蒂冈发表声明批评“中国天主教第八次代表会议”的举行，并重申中国政府认可的中国天主教主教团和中国天主教爱国会“不符合”天主教教义。
2011年3月30日，中国当局任命梵蒂冈认可的梁建森为广东江门教区主教。这是自2010年中国政府和教廷双方关系陷入低潮以来，中国首次任命罗马教廷同意的新主教。
2011年6月，中国天主教爱国会发出消息称，中国尚有40个教区无主教，计划尽快任命40位教区主教。不久，中国天主教爱国会任命雷世银为四川乐山教区主教。2011年7月4日，梵蒂冈严厉抨击中国天主教爱国会擅自任命雷世银为乐山教区主教。梵蒂冈表示，没有教宗批准而任命主教，这是对教宗的直接对抗，有损于教会的共融。梵蒂冈宣告未经教宗同意的祝圣主教雷世银神父已經因其行為自科絕罰。
2011年7月16日，梵蒂冈谴责中国天主教爱国会任命黄炳章为汕头教区主教。罗马教廷曾警告说，他们不会承认黄炳章，因为梵蒂冈在汕头教区已经有任命莊建堅主教。罗马教廷说，中国天主教爱国会委任的主教无权辖理广东省南部天主教教区的天主教徒。因此黄炳章也被表示已自科绝罚。
2012年7月，在哈尔滨自选自圣了岳福生主教，该任命未获梵蒂冈批准，随后梵蒂冈对岳福生处以绝罚出教。在自选自圣岳福生主教的次日，在上海祝圣中梵双方共同承认的马达钦主教时，马达钦在祝圣礼上宣布辞去中国天主教爱国会的领导职务，隨即遭到軟禁，並被愛國會單方面撤銷主教任命。

### 方濟各繼任後
2012年11月中共十八大召開，習近平當選中國共產黨總書記，翌年3月，教宗方濟各就职，兩人曾互通信件。2014年3月，教宗方濟各主动向媒体谈及此事。教宗方濟各任命的教廷國務卿帕羅林，曾经是梵蒂岡負責同中國高層展開秘密談判的首席代表，曾和羅馬教廷其他代表兩次赴北京开展外交談判及斡旋。2014年，羅馬教廷中國教會事務委員會成員进行了換班，此前曾经直接參與涉華談判的部分成員進入該委員會。2014年4月中国雅安地震，教宗方济各为雅安祈福；2014年8月中国鲁甸地震，教宗方济各又祈福。
2014年8月14日，教宗方济各乘飞机赴韩国途中，首度飞越中国领空时，按照外交慣例，向中共中央总书记习近平和中国人民发送了问候电报。8月15日，中国外交部发言人华春莹向《中国日报》表示，“我们注意到教皇方济各的表态。中方对改善中梵关系始终抱有诚意，并一直为此作出积极努力。我们愿与梵方继续努力，进行建设性对话，推动双边关系改善进程。”
2014年，中梵双方恢复官方接触谈判。2014年11月，香港《文汇报》报道，中梵谈判近4年的主教任命协议已经基本达成，协议已呈交给梵方，正在等待回应，预计梵方应会在2014年底或2015年初给中方回应。根据该报道，中梵双方已在主教任命权问题上达成默契，包括可以由教区自选出一到两名主教人选，由中国政府经外交渠道通报梵方，若中国政府与梵方对所报主教人选无异议便可祝圣，若双方未就主教人选达成一致，则双方均不会单方面任命，不会强行祝圣。据信中梵双方也就主教任命问题制定了交换意见机制。
2015年1月1日起，中华人民共和国停止使用死囚器官。教宗通过伊斯坦布尔宣言执行主席团，就此事向中国人体器官捐献与移植委员会主任委员黄洁夫表示赞赏。
2015年1月19日，教宗方济各结束访问菲律宾，在乘飞机自马尼拉返回罗马途经中国领空时，第二次按照教廷礼仪向中华人民共和国领导人习近平和中国人民发送了问候电报，并表示愿在任何时间访问中国。
2015年8月4日，天主教安阳教区助理主教张银林祝圣典礼举行，这是马达钦之后三年来中国祝圣的首位主教，也是河南省首次举行中梵双方都承认的祝圣典礼。
2016年8月6日，天主教香港教区主教汤汉枢机在香港《公教报》发文，暗示中梵双方在神职人员任命问题上已经达成协议。8月27日，教廷国务卿帕罗林枢机表示愿进一步发展梵中关系，中方回应称将同梵方共同努力。
2016年10月5日，教宗方济各在公开接见时段，首次接见了一位来自中国大陆的主教，并和其他来朝圣的中国大陆教友合影。获得接见的主教是天主教苏州教区主教徐宏根。徐宏根隶属中国天主教爱国会，但同時得到聖座的認可。
2016年11月7日教廷发表声明，譴責一名地下天主教會的神職人員自我任命成為主教的行為不合教法。聲明指出，梵蒂岡從未批准有關祝聖行為，也未被正式通知。据信，最近几年来，一共有4-5名中国地下教会主教是未经梵蒂冈批准擅自祝圣的。其中包括最近私自祝圣为主教的河北教区神父董冠华。
就此，梵蒂冈新闻办公室表示，最近几周，有报道称中国大陆一些非官方天主教会的神父进行自我任命，梵蒂冈不承认相关任命，并谴责其严重违反教廷规范。声明说，即便是出于“特定的个人信仰”，这种任命也都是非法的。报道称，过去中国可能出现过10次类似的自我任命。
2016年11月30日，首批获梵蒂冈和天主教爱国会共同认可主教之一的唐远阁正式就任天主教成都教区主教。
2016年12月20日，教廷的聲明指出，對於絕罰主教雷世銀出席了中國與梵蒂岡認可的神父唐遠閣及雷家培的祝聖儀式表示不滿。
2017年2月，“反对器官贩卖全球峰会”在梵蒂冈召开，中国全国政协常委、卫生部前副部长、中国人体器官捐献与移植委员会主任委员黄洁夫等人应宗座科學院院长马塞洛的邀请参加。
2018年1月24日，天主教媒体《亚洲新闻》报道，梵蒂冈在主教任命问题上向北京让步。梵蒂冈曾于2017年10月和12月两度派代表团前往中国，要求获教廷承认的88岁汕头教区主教庄建坚让位给中国官派主教黄炳章，同时闽东教区主教郭希锦也被要求“降格”为辅理主教或助理主教，屈居于官派主教詹思禄。梵蒂冈可能会承认7名官派主教，换取中国认可教廷指派20到40位主教。分析指，两国对主教任命问题达成共识，是为日后正式建交铺路。陳日君後表示，教宗認為向非法主教讓步的行為是錯誤的，反對教廷與北京建交。
2018年2月2日，路透社報導教廷與中國間有關主教任命問題的架構協議已經準備就緒，幾個月內就可以簽署，這將是中梵關係的重大突破，甚至可能促成建交。
2018年6月16日，路透社报道中梵在罗马已就主教任命问题举行新一轮谈判。6月21日，方济各表示中梵对话进行顺利，他同时称赞中国人的耐心，并声称对中国充满敬意。
2018年9月22日，教廷官方媒體《梵蒂岡新聞》宣布，教廷與中國針對主教任命問題簽署了一項有關主教任命的臨時性協議，並以其落實情況進行定期性的評估，雙方協議的内文尚未公開；同時教廷方面亦宣佈重新接納8名自選自聖的中國主教（承德教區主教郭金才、汕頭教區主教黃炳章、閩東教區主教詹思祿、樂山教區主教雷世銀、安徽教區主教劉新紅、昆明教區主教馬英林、黑龍江教區主教岳福生和已於2017年1月去世的漢陽教區主教涂世華）以及正式承認承德教區。10月3日，郭金才与杨晓亭代表中国天主教主教团，在梵蒂冈参加世界主教大会，受到教宗方济各的热烈欢迎，方济各一度落泪哽咽。会后，郭金才向方济各提出访华邀请。
2019年8月26日，内蒙古集宁教区神父姚顺获祝圣为該教区主教，是签署了临时性协议之后中国首次举行的主教祝圣。8月28日，陕西汉中教区助理主教胥红伟获祝圣为该教区主教，姚顺和胥红伟获得祝圣时，中国官方给的批准书内容与过去不同，都新增了“此人选已经教宗同意”的字样。
2020年2月15日，在德国举办的第56届慕尼黑安全会议上，中华人民共和国国务委员兼外长王毅在慕尼黑应约会见梵蒂冈外长加拉格尔，这是双方外长首次举行会晤，也是繼1951年教廷駐南京公使遭驅逐出境以來雙方最高層級的接觸。
2020年9月15日，天主教權威刊物《美國》期刊（America Magazine）披露，教廷希望在中國設常設宗座代表處，且可望促成教廷國務樞機卿伯多祿·帕羅林樞機與中國國務院總理李克強會晤。
2020年10月22日，中国同梵蒂冈经协商，决定将关于主教任命的临时性协议延期两年。
2022年9月16日，梵蒂岡聖座國務卿伯多祿·帕羅林證實，教廷計劃將派駐香港的辦公室遷至北京。
2022年10月22日，中国同梵蒂冈经协商，决定将关于主教任命的临时性协议再次延期两年。
2022年11月24日，被教宗方济各委任为余江教区主教的彭卫照被中国天主教主教团任命为江西教区的辅理主教。然而江西教区并未获罗马教廷承认。11月26日，梵蒂冈发表声明，指责中国违反了关于主教任命的双边协议，在一个不被罗马教廷承认的教区设置主教。
2023年4月4日，中國政府單方面任命沈斌為上海教区正权主教，这是中国第二次违反中梵主教任命临时协议的单方面任命。7月15日，梵蒂冈发表声明称教宗已批准该任命，表示圣座并不反对在中国的主教调动，但同时对中方“无视梵蒂冈与中方多年建立的对话与合作精神”而单方面任命主教的行为表示忧虑。
2024年1月，河南天主教郑州教区王跃胜、山东天主教潍坊教区孙文君、福建天主教闽北教区吴奕顺三位天主教新任主教根据梵蒂冈和中国政府达成的协议获祝圣。二月一日，当法新社记者在中华人民共和国外交部例行记者会问及此问题时，中国外交部发言人汪文斌称“近年来，中国和梵蒂冈保持沟通，双方签署的关于主教任命的临时性协议得到良好执行。中方愿同梵方秉持相互尊重、平等对话精神推动中梵关系不断改善。”中国与梵蒂冈关系有所改善。
2024年10月22日，中国同梵蒂冈经协商，决定将关于主教任命的临时性协议延期四年，这是自2018年9月22日签署协议以来的第三次续约。
2025年4月，教宗出缺期间，中国官方天主教会机构擢升吴建林为上海教区辅理主教，选任李建林为新乡教区主教。此前，上海教区已有邢文之和马达钦两位不受官方欢迎的辅理主教。新乡教区亦存在效忠圣座的地下主教张维柱。尽管两次推选可能早已安排，但中方仍决定在敏感时期继续进行，这被视为对新教宗的提前考验。